# Liane Balaban

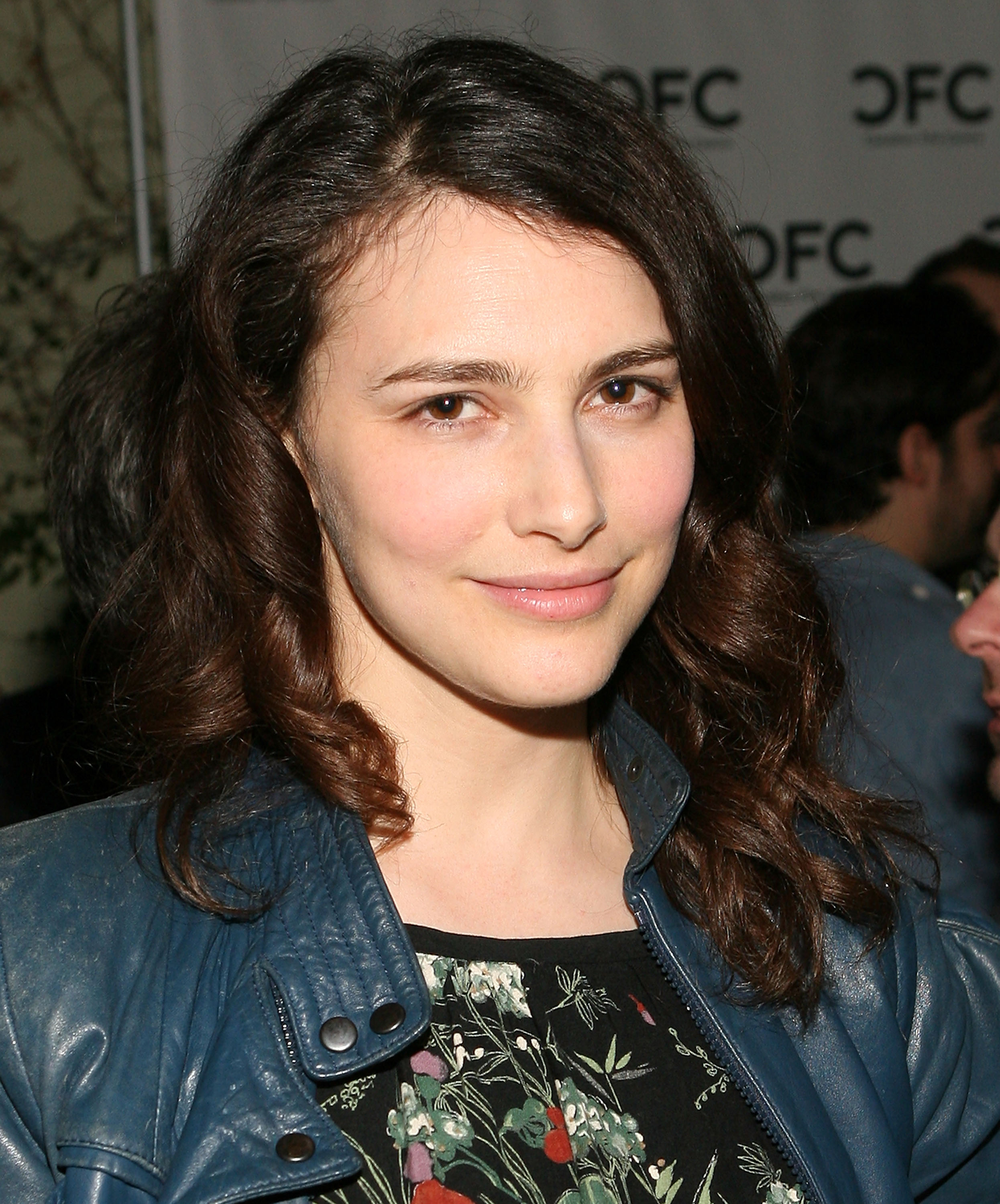
Liane Balaban (2011)

Liane Balaban (* 24. Juni 1980 in North York, Ontario) ist eine kanadische Film- und Theaterschauspielerin.

## Leben und Werk
Balaban wurde als Tochter einer irischstämmigen katholischen Mutter und eines jüdischen Vaters aus Usbekistan geboren. Sie wuchs im Viertel Willowdale des Bezirks North York von Toronto auf. Balaban studierte Journalismus an der Ryerson University in Toronto, die sie verließ, um sich auf die Schauspielerei zu konzentrieren. Sie absolvierte ein Studium der Politikwissenschaft an der Concordia University in Montreal mit dem Bachelor-Abschluss.
Ihr Spielfilmdebüt hatte Balaban als zufällige Entdeckung 1999 in Allan Moyles Low-Budget-Drama New Waterford Girl in der Rolle der 15-jährigen Mooney Pottie. Es folgten Rollen in kanadischen Independent-Filmen, Fernsehfilmen und Fernsehserien.
Ihre erste Rolle in einem Mainstream-Spielfilm hatte sie 2008 in der Hollywood-Komödie Vielleicht, vielleicht auch nicht.
Für die Rolle der Samantha Pierce in Michael McGowans Independent-Film One Week an der Seite von Joshua Jackson wurde sie 2009 von der Academy of Canadian Cinema and Television nominiert für den Genie Award für die beste Leistung einer Schauspielerin in einer Nebenrolle.
Privates
Liane Balaban ist seit 2013 verheiratet und hat einen Sohn.

## Filmografie
Filme
- 1999: New Waterford Girl
- 2000: Saint Jude
- 2001: Full
- 2001: World Traveler
- 2002: Happy Here and Now
- 2002: The Annual Crafts & Arts Contest
- 2002: Spliced
- 2004: Seven Times Lucky
- 2004: Eternal
- 2005: Leo
- 2007: The Canadian Shield
- 2008: Vielleicht, vielleicht auch nicht (Definitely, Maybe)
- 2008: Beware of Dog
- 2008: One Week – Das Abenteuer seines Lebens (One Week)
- 2008: Heartless Disappearance Into Labrador Seas
- 2008: Liebe auf den zweiten Blick (Last Chance Harvey)
- 2008: A Valentine Haircut
- 2009: You Might as Well Live
- 2009: The Trotsky
- 2009: Not Since You
- 2009: The New Tenants
- 2010: Coach
- 2011: The Future is Now!
- 2011: The Undead – Quelle der Verdammnis (Rise of the Damned)
- 2012:	Alexandre Ajas Maniac
- 2013: Finding Joy
- 2013: Die große Versuchung – Lügen bis der Arzt kommt (The Grand Seduction)
- 2017 	Meditation Park
- 2021: A Small Fortune
- 2022: You Can Live Forever

Fernsehfilme
- 2000: The City
- 2001: After the Harvest
- 2005: Anniversary Present
- 2005: Burnt Toast
- 2010: Abroad – Liebe in London (Abroad)

Fernsehserien
- 2006: Above and Beyond
- 2007: St. Urbain's Horseman
- 2009: Numbers – Die Logik des Verbrechens (NUMB3RS)
- 2010, 2014: Covert Affairs
- 2010: Navy CIS: L.A.
- 2010–2014: Covert Affairs (6 Folgen)
- 2011–2012: Alphas
- 2012–2013: Supernatural (7 Folgen)
- 2013: Motive
- 2013: Played
- 2013: Rookie Blue
- 2014: Saving Hope
- 2014: Republic of Doyle – Einsatz für zwei (Republic of Doyle)
- 2015: Man Seeking Woman